# Rock City (Illinois)
Rock City es una villa ubicada en el condado de Stephenson en el estado estadounidense de Illinois. En el Censo de 2010 tenía una población de 315 habitantes y una densidad poblacional de 794,92 personas por km².

## Geografía
Rock City se encuentra ubicada en las coordenadas 42°24′47″N 89°28′15″O / 42.41306, -89.47083. Según la Oficina del Censo de los Estados Unidos, Rock City tiene una superficie total de 0.4 km², de la cual 0.4 km² corresponden a tierra firme y (0%) 0 km² es agua.

## Demografía
Según el censo de 2010, había 315 personas residiendo en Rock City. La densidad de población era de 794,92 hab./km². De los 315 habitantes, Rock City estaba compuesto por el 96.83% blancos, el 0% eran afroamericanos, el 0% eran amerindios, el 0% eran asiáticos, el 0% eran isleños del Pacífico, el 0% eran de otras razas y el 3.17% pertenecían a dos o más razas. Del total de la población el 2.54% eran hispanos o latinos de cualquier raza.